# La Viñuela
La Viñuela er en by og kommune i det sydlige Spanien i provinsen Málaga. Den har et indbyggertal på 2.006 (2024) indbyggere.